# Clara del Valle
Clara del Valle es el personaje principal femenino de la novela La casa de los espíritus de la escritora chilena Isabel Allende. Gran parte de la historia se basa en lo que escribió durante toda su vida en sus "cuadernos de vida". Fue interpretada por Meryl Streep en la versión fílmica.

## Personalidad
Clara es clarividente, practica la telequinesis y raras veces es solícita con los deberes del hogar. Mantiene a la familia unida con su amor y con sus predicciones. Es la hija menor de Severo y Nívea del Valle, esposa de Esteban Trueba y madre de Blanca, Jaime y Nicolás (de los que adivinó género y número desde su embarazo, imponiendo ella misma sus nombres).
Clara del Valle practicaba la adivinación, la comunicación con los fantasmas y el movimiento de objetos (sobre todo de una mesa de tres patas). Sus amigos espiritistas, como las hermanas Mora y el Poeta, fueron también importantes.

## Biografía general
Cuando niña, ella y su tío Marcos emprendieron un negocio donde usaban los poderes de la pequeña para predecir la fortuna y realizar muchas otras actividades paranormales. Su tío finalmente partió en una máquina voladora que él mismo construyó. Desapareció y lo creyeron muerto, pero regresó. Marcos murió en el barco de regreso por una enfermedad contraída en uno de sus muchos viajes.
Poco después, la niña de diez años predijo que alguien más de la familia moriría, aunque esta vez como producto de un accidente. Rosa la bella, su hermana, murió al poco tiempo a causa de un veneno dirigido a su padre. Clara dejó de hablar por muchos años a partir de la muerte de su hermana, simplemente porque no tenía ganas de hacerlo.
El resto de su niñez vivió aislada del mundo, cuidada por su madre y Nana, y practicando continuamente sus talentos paranormales con la eterna compañía de Barrabás, su perro. Sus primeras palabras después de romper el silencio fueron que se iba a casar con Esteban Trueba, quien antes había pretendido la mano de Rosa.
Inmediatamente se percibe que no se casó por amor. Sin embargo, permaneció fiel a Esteban pese a que con frecuencia él no lo era (se aburrió de que ella viviera siempre ensimismada sin hacerle caso). Ella vivió un tiempo en "Las Tres Marías", donde estableció una escuela para los hijos de los trabajadores, y en su casa de la capital, "La casa de la Esquina", rodeada de espíritus, de artistas y de espiritistas. La hermana de Esteban, Férula, la cuidó y le tomó ingente cariño, incluso de forma pasional, lo que hizo que Esteban se sienta inseguro y finalmente le dice que se vaya de la casa y que no regrese jamás. Clara, quien sentía aprecio por Férula, se entristece por esto e intenta encontrarla con sus poderes, pero todo intento resulta inútil, sólo la verían en forma de espíritu el día en que muere.
Después de una violenta lucha que ocurre en "Las Tres Marías" a raíz del amorío de Blanca con Pedro Tercero García, Esteban la golpea, tirándole varios dientes. Clara rechaza volver a dirigirle la palabra y se va a vivir a "La casa de la Esquina", aunque varios meses después volvería a aceptar a su esposo al ver la actitud de este con Alba.
Un día ella, decide que se está muriendo y opta por esperar tranquilamente en la cama. Cuando muere, permanece con la familia en su forma espiritual, pues si le era posible hablar con los del más allá, no tendría más problema en comunicarse con los de más acá. Ella perdona a Esteban en sus últimos días, de forma póstuma.
En su juventud Clara idolatró a su tío Marcos, el hermano de Nívea, quien había viajado alrededor del mundo y cuya muerte fue acompañada por la llegada de Barrabás. Clara contó sus cuentos místicos a su hija Blanca y ésta se los diría a Alba, y estos cuentos ayudarían a los personajes a retener la esperanza en los momentos difíciles.